# Crypthelia polypoma
Crypthelia polypoma is een hydroïdpoliep uit de familie Stylasteridae. De poliep komt uit het geslacht Crypthelia. Crypthelia polypoma werd in 1991 voor het eerst wetenschappelijk beschreven door Cairns. 